# Кавцеил
Кавце’ил (ивр. קַבְצְאֵל‎ Trans: Qabtsĕ'el, «собрание Божие») — библейский город в южной, самой отдаленной части Иудейского царства, на границе с Идумеей (Едомом). В Неемии назван также Иекавцеилом. Кавцеил, согласно библейским текстам, был родиной Ванеи — Бениягу бен-Иегояда (ивр. נניהו נן יהוידע‎), одного из храбрых воинов Давида.
Местонахождение этого города ориентировочно отождествляется с Хирбет Хура (Хорват Хур) (англ. Khirbet Hora (Horvat Hur)) — примерно в 10 км на восток-северо-восток от Беэр-Шева. Этот вариант был предложен в 1975 году Иоханан Ахарони (ивр. יוחנן אהרוני‎, англ. Yohanan Aharoni, 1919-1976) в переработанном издании «Земля Библии: историческая география» англ. «The Land of the Bible: A Historical Geography».
Упоминание этого города в Неемии показывает, что иудеи вернулись в эту область после изгнания.